# ژوراولووکا
ژوراولووکا (به لهستانی:  Żurawlówka) یک روستا در لهستان است که در گمینا خوشلو واقع شده‌است. ژوراولووکا ۲۰۰ نفر جمعیت دارد.